# بني وال
بني وال هي قرية ريفية في إقليم سيدي قاسم ضمن جهة الغرب شراردة بني حسين بالغرب المغربي. كان مجموع عدد سكان جماعة بني وال 8.480 نسمة.(تعداد السكان الرسمي 2004)

## دواوير الجماعة
- مقر الجماعة دوار الرحامنة السدرة
- دوار الشاوية سيدي اعلي.دوارالتعاونية المسعودية.دوار الحواوقة +التعاونية الفنية
- دوار البزيقيين.دوار بني وال.دوار الشاوية الصخرة.دوار الزويريين.دوار الكرادة. الفلالقة.عين وزيف .العواكلة.عين سي التهامي.الزاوية .اولاد ساس.اولاد ساس الكدية.بني امحمد.اولاد زيار.اولاد اشعيب. القرابة

.بني زيد .العرارصة . الشاوية الرمل.الرحامنة الرمل.الشواكر. الشويكرات .اجميعيين. التعاونية السمارة./